# Associazione Sportiva Melfi 2016-2017
Questa voce raccoglie le informazioni riguardanti l'Associazione Sportiva Melfi nelle competizioni ufficiali della stagione 2016-2017.

## Organigramma societario
Fonte:
Area direttiva
- Presidente: Giuseppe Maglione

Area tecnica
- Direttore sportivo: Stefano Paolino
- Allenatore: Nicola Romaniello, poi Leonardo Bitetto, poi Aimo Diana
- Allenatore in seconda: Pasquale Pastore
- Collaboratore tecnico: Andrea Destino
- Preparatore/i atletico/i: Pasquale Verolino
- Preparatore dei portieri: Pasquale Pastore

Area sanitaria
- Responsabile: Lorenzo Puccillo
- Medici sociali: Giovanni Lavalle
- Fisioterapista: Ciro Moretti, Carlo Valvano
- Fisiatra: Alessandro Cerino

## Rosa
Rosa tratta dal sito ufficiale della società.
| N. |                   | Ruolo | Calciatore            |
| -- | ----------------- | ----- | --------------------- |
| 1  | Italia (bandiera) | P     | Raffaele Gragnaniello |
| 2  | Italia (bandiera) | D     | Francesco Bruno       |
| 3  | Italia (bandiera) | D     | Giuseppe Nicolao      |
| 4  | Italia (bandiera) | D     | Alessio Grea          |
| 5  | Italia (bandiera) | D     | Giuliano Laezza       |
| 6  | Italia (bandiera) | D     | Roberto De Giosa      |
| 7  | Italia (bandiera) | A     | Davide Lodesani       |
| 8  | Italia (bandiera) | D     | Maurizio Lanzaro      |
| 9  | Italia (bandiera) | A     | Ciro Foggia           |
| 10 | Italia (bandiera) | C     | Andrea Cittadino      |
| 11 | Italia (bandiera) | A     | Luca Pompilio         |
| 12 | Italia (bandiera) | P     | Jacopo Viola          |
| 13 | Italia (bandiera) | C     | Lorenzo Libutti       |
| 14 | Italia (bandiera) | D     | Simone Dejori         |

| N. |                    | Ruolo | Calciatore         |
| -- | ------------------ | ----- | ------------------ |
| 16 | Italia (bandiera)  | D     | Nico Paterni       |
| 17 | Italia (bandiera)  | C     | Alessio Esposito   |
| 18 | Italia (bandiera)  | A     | Alessandro De Vena |
| 19 | Italia (bandiera)  | D     | Rocco Casiello     |
| 21 | Italia (bandiera)  | C     | Agnello Ferraro    |
| 22 | Italia (bandiera)  | P     | Giulio Sciretta    |
| 23 | Italia (bandiera)  | D     | Fabrizio Ferrante  |
| 24 | Italia (bandiera)  | A     | Antonio Gammone    |
| 25 | Italia (bandiera)  | A     | Edoardo Defendi    |
| 26 | Italia (bandiera)  | C     | Andrea Demontis    |
| 28 | Ghana (bandiera)   | C     | Francis Obeng      |
| 29 | Brasile (bandiera) | C     | Bruno Vicente      |
|    | Italia (bandiera)  | C     | Fabio Mangiacasale |

## Calciomercato

### Sessione estiva(dal 01/07 al 31/08)
| Acquisti | Acquisti              | Acquisti          | Acquisti      |
| R.       | Nome                  | da                | Modalità      |
| -------- | --------------------- | ----------------- | ------------- |
| D        | Francesco Bruno       | Ischia Isolaverde | definitivo    |
| C        | Andrea Cittadino      | Alessandria       | definitivo    |
| A        | Edoardo Defendi       | Arezzo            | definitivo    |
| D        | Roberto De Giosa      | Foggia            | definitivo    |
| D        | Simone Dejori         | Fano              | definitivo    |
| C        | Andrea Demontis       | Cagliari          | definitivo    |
| A        | Alessandro De Vena    | Fidelis Andria    | definitivo    |
| C        | Giorgio Di Vicino     | Ischia Isolaverde | definitivo    |
| C        | Alessio Esposito      | Pro Vercelli      | prestito      |
| C        | Albino Fazio          | Torrecuso         | definitivo    |
| D        | Fabrizio Ferrante     | Venezia           | definitivo    |
| C        | Agnello Ferraro       | Sorrento          | definitivo    |
| A        | Ciro Foggia           | Gragnano          | definitivo    |
| A        | Antonio Gammone       | Matera            | definitivo    |
| P        | Raffaele Gragnaniello | Casertana         | definitivo    |
| D        | Alessio Grea          | Akragas           | definitivo    |
| P        | Mario Landi           | Rieti             | fine prestito |
| D        | Giuliano Laezza       | Agropoli          | definitivo    |
| D        | Lorenzo Libutti       | Grosseto          | fine prestito |
| C        | Davide Lodesani       | Foggia            | prestito      |
| C        | Gianvincenzo Martino  | Foggia            | prestito      |
| D        | Giuseppe Nicolao      | Napoli            | prestito      |
| D        | Nico Paterni          | Fidelis Andria    | definitivo    |
| A        | Luca Pompilio         | Foggia            | prestito      |
| P        | Giulio Sciretta       | Foggia            | definitivo    |
| P        | Jacopo Viola          | Reggiana          | prestito      |

| Cessioni | Cessioni              | Cessioni       | Cessioni      |
| R.       | Nome                  | a              | Modalità      |
| -------- | --------------------- | -------------- | ------------- |
| D        | Ciro Amelio           |                | svincolato    |
| D        | Oreste Annese         | Agropoli       | definitivo    |
| D        | Federico Annoni       |                | svincolato    |
| A        | Marco Boscolo Zemelo  | Perugia        | fine prestito |
| A        | Luigi Canotto         | Trapani        | definitivo    |
| D        | Stefano Cason         | Atalanta       | fine prestito |
| D        | Danilo Colella        | Fidelis Andria | definitivo    |
| C        | Lucas Finazzi         |                | svincolato    |
| P        | Federico Gagliardini  |                | svincolato    |
| C        | Dario Giacomarro      | Palermo        | fine prestito |
| D        | Maxime Giron          | Avellino       | fine prestito |
| D        | Kevin Guerra          | Cittadella     | prestito      |
| A        | Eric Herrera          | Lecce          | fine prestito |
| A        | Cristiano Ingretolli  | Pescara        | fine prestito |
| P        | Mario Landi           | Vultur Rionero | prestito      |
| A        | Lorenzo Longo         | Bari           | fine prestito |
| C        | Giuseppe Maimone      | Lecce          | definitivo    |
| A        | Simone Masini         | Fano           | definitivo    |
| D        | Simone Petricciuolo   | Avellino       | fine prestito |
| D        | Andrea Petta          | Bisceglie      | definitivo    |
| P        | Antonio Santurro      | Siracusa       | definitivo    |
| D        | Vincenzo Scognamiglio | Nuorese        | definitivo    |
| D        | Luigi Silvestri       | Siena          | fine prestito |
| A        | Mohamed Soumaré       | Avellino       | fine prestito |
| A        | Emilio Tortolano      | Catania        | fine prestito |
| C        | Nicolas Zane          | L'Aquila       | definitivo    |

### Movimenti a stagione in corso
| Acquisti | Acquisti               | Acquisti   | Acquisti |
| R.       | Nome                   | da         | Modalità |
| -------- | ---------------------- | ---------- | -------- |
| D        | Maurizio Lanzaro       | svincolato |          |
| C        | Fabio Mangiacasale     | svincolato |          |
| C        | Francis Obeng          | svincolato |          |
| C        | Bruno Leonardo Vicente | svincolato |          |

| Cessioni | Cessioni          | Cessioni | Cessioni    |
| R.       | Nome              | a        | Modalità    |
| -------- | ----------------- | -------- | ----------- |
| D        | Simone Dejori     |          | rescissione |
| C        | Giorgio Di Vicino |          | rescissione |
| C        | Albino Fazio      |          | rescissione |
| D        | Fabrizio Ferrante |          | rescissione |

### Sessione invernale(dal 03/01 al 31/01)
| Acquisti | Acquisti            | Acquisti           | Acquisti   |
| R.       | Nome                | da                 | Modalità   |
| -------- | ------------------- | ------------------ | ---------- |
| C        | Simone Battaglia    | Ancona             | definitivo |
| A        | Gianluca De Angelis | Virtus Francavilla | definitivo |
| A        | Francesco Filomeno  | Pro Patria         | definitivo |
| P        | Eddy Gava           | Ternana            | definitivo |
| C        | Francesco Marano    | Viterbese          | prestito   |
| A        | Luca Pandolfi       | AltoVicentino      | definitivo |
| D        | Samuele Romeo       | Mantova            | definitivo |
| D        | Marco Russu         | Cagliari           | prestito   |

| Cessioni | Cessioni             | Cessioni      | Cessioni      |
| R.       | Nome                 | a             | Modalità      |
| -------- | -------------------- | ------------- | ------------- |
| C        | Rocco Casiello       | Nocerina      | prestito      |
| C        | Andrea Cittadino     | Mantova       | definitivo    |
| A        | Edoardo Defendi      | Santarcangelo | svincolato    |
| D        | Maurizio Lanzaro     |               | rescissione   |
| C        | Gianvincenzo Martino | Foggia        | fine prestito |
| D        | Giuseppe Nicolao     | Ancona        | definitivo    |
| D        | Nico Paterni         |               | rescissione   |
| A        | Luca Pompilio        | Foggia        | fine prestito |